# St.-Katharina-Kirche (Würdenhain)

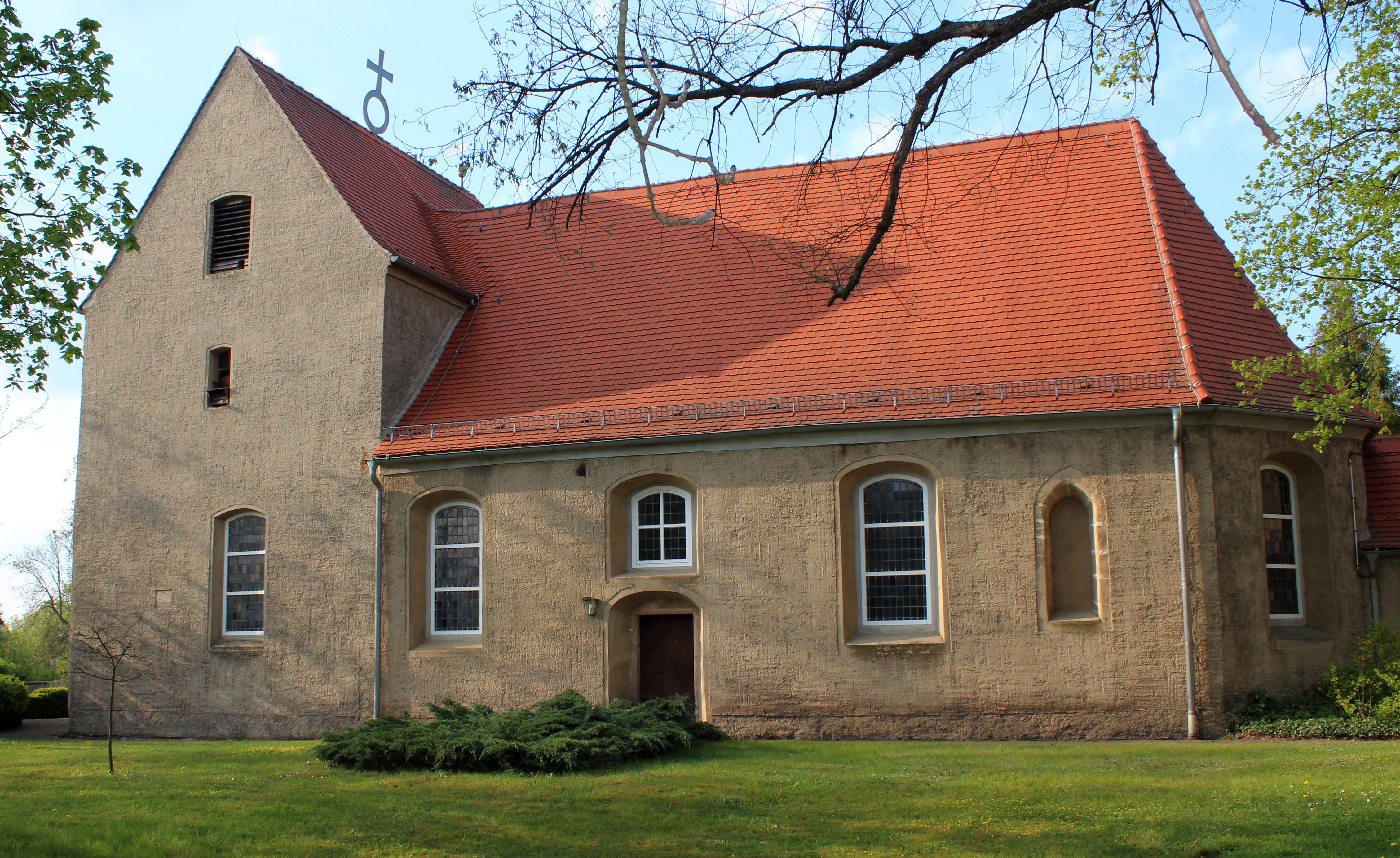
St. Katharina

Die unter Denkmalschutz stehende evangelische Kirche St. Katharina befindet sich in Würdenhain, einem Ortsteil der südbrandenburgischen Gemeinde Röderland im Landkreis Elbe-Elster. Sie wurde im Mittelalter der Heiligen Katharina geweiht und ist heute das älteste sowie markanteste Gebäude des 120 Einwohner umfassenden Ortes.

## Baubeschreibung und -geschichte

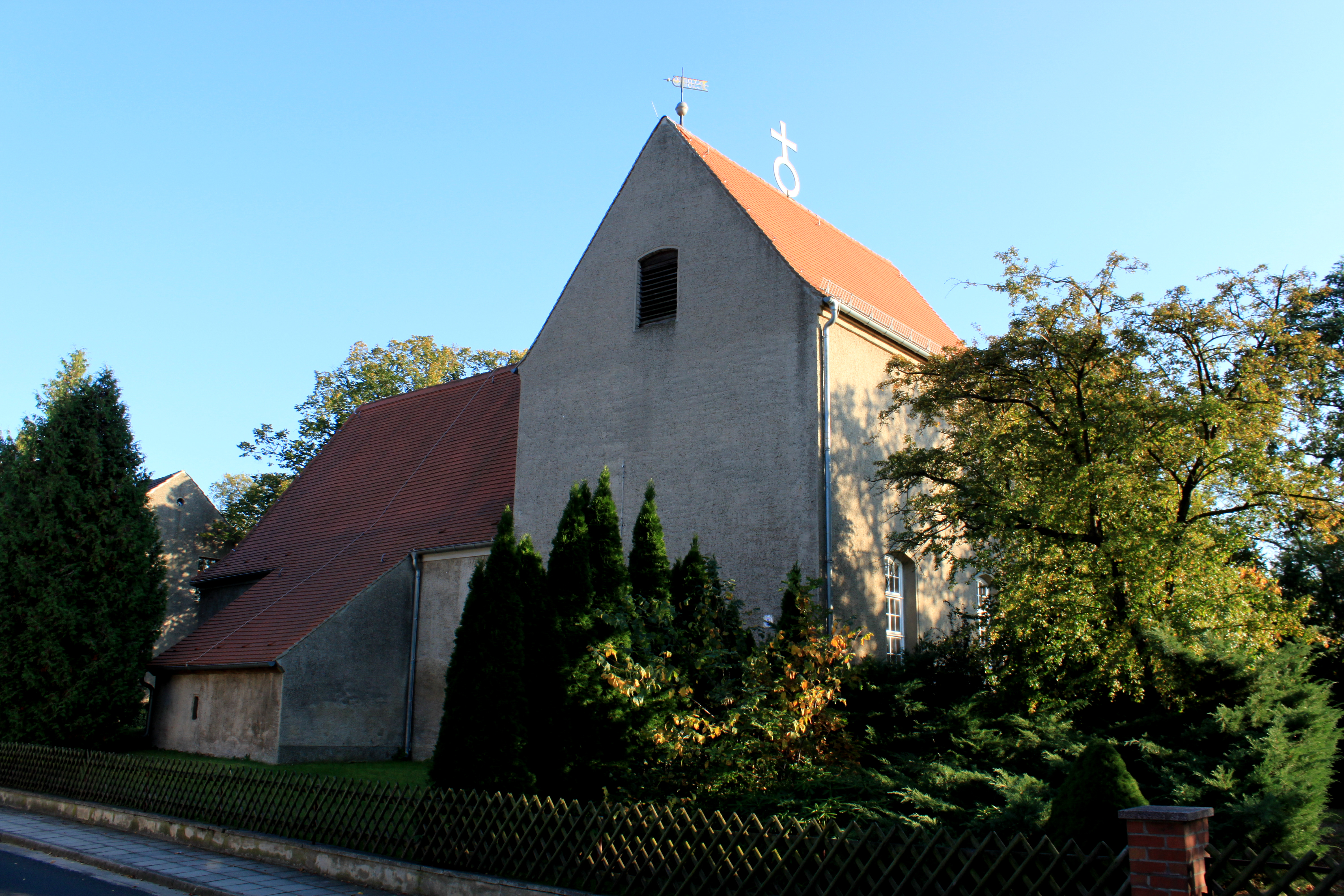
Nordseite der Kirche mit der alten Sakristei

Auch wenn bereits im Jahre 1346 ein Pfarrer Herrmann Sachse zu Werdenhayn urkundlich in Erscheinung tritt, die Würdenhainer Kirche findet ihre älteste Erwähnung erst knapp 150 Jahre später in der Meißner Bistumsmatrikel von 1495.
Das flachgedeckte Kirchenschiff ist in seinem Kern ein spätgotischer Saalbau mit dreiseitigem Ostschluss aus Backstein. An den Innenseiten befinden sich im Norden und Westen Emporen. Das Schiff und die mit einem Tonnengewölbe versehene sogenannte „alte Sakristei“ sollen jedoch schon um etwa 1450 unter Verwendung von Steinen der 1442 zerstörten Würdenhainer Burg entstanden sein.
Im Jahre 1443 kam die Herrschaft Würdenhain durch Kauf- und Tauschgeschäfte an den böhmischen Adligen Hinko Birke von der Duba. Eine seiner ersten bekannten Amtshandlungen ist die Schenkung einer Wiese an den Pfarrer und seine Nachfolger in Würdenhain, welche dafür allsonntäglich auf der Kanzel der Seelen von ihm und seiner Gemahlin gedenken sollten.
In der zweiten Hälfte des 16. Jahrhunderts wurden umfangreiche Erweiterungen an der Kirche vorgenommen, die 1577 vollendet waren. Dem bereits vorhandenen Kirchenschiff wurde westlich ein Kirchturm angefügt. Zum Bau mussten weitere Steine herbeigeschafft werden. Dies geht aus der Beschwerdeschrift der Bauern von 1564 und aus einer Mühlberger Amtsrechnung mit einer Würdenhainer Kirchenrechnung von 1570 hervor. So für 36 Groschen Backsteine aus Glaubitz bei Riesa im Jahre 1570. Weitere 28 Groschen erhielten die Bauern der vier Dörfer für „Steine uffn Wahl aus der Erde schieben“ und als Trinkgeld „von der Steinen vom Wahl uffn Kirchhof fahren“.
1747 wurde unter dem in Würdenhain geborenen Pfarrer M. Johann Pöschel die Kirche abermals umfangreich umgebaut und der Turm erhöht, welcher des Weiteren mit einer Zwiebelhaube versehen wurde. Den Umbauarbeiten lag nachweislich eine Bauzeichnung des Weesensteiner Zimmermeisters Johann Andreas Hünigen zu Grunde. Nicht alle in der Bauzeichnung erfassten Veränderungen konnten allerdings sofort und in der geplanten Form umgesetzt werden. So entstand die „neue Sakristei“ erst im Jahre 1762 und an der Ostseite der Kirche, statt wie geplant an der Südseite. Die zum Abriss vorgesehene und deshalb in den Plänen gar nicht mehr berücksichtigte „alte Sakristei“ blieb letztlich erhalten. Eine zunächst angedachte westliche Vorhalle wurde außerdem nicht gebaut.
Das an der Nordseite geplante Betstübchen für die Prieschkaer Gutsherrschaft konnte erst 1766 verwirklicht werden, nachdem bereits zehn Jahre zuvor die Besitzerin des Gutes um Erlaubnis für dessen Errichtung ersucht hatte. Auch fiel es wesentlich einfacher aus, als ursprünglich angedacht. Dieser Bau blieb letztlich nicht bis in die Gegenwart erhalten und wurde kurz vor dem Zweiten Weltkrieg im Jahre 1935 abgerissen.
Das Aussehen der Kirche veränderte sich noch einmal in den 1970er Jahren. Als am 13. November 1972 das Orkantief Quimburga mit zum Teil extremen Windgeschwindigkeiten über Mittel- und Westeuropa zog und dort schwere Zerstörungen verursachte, wurde auch der Kirchturm in Würdenhain erheblich in Mitleidenschaft gezogen. Das markante achteckige Turmoberteil mit der Zwiebelhaube wurde so stark beschädigt, dass es schließlich abgerissen werden musste, was dann auch vom 9. bis 10. Dezember 1972 erfolgte.

## Ausstattung

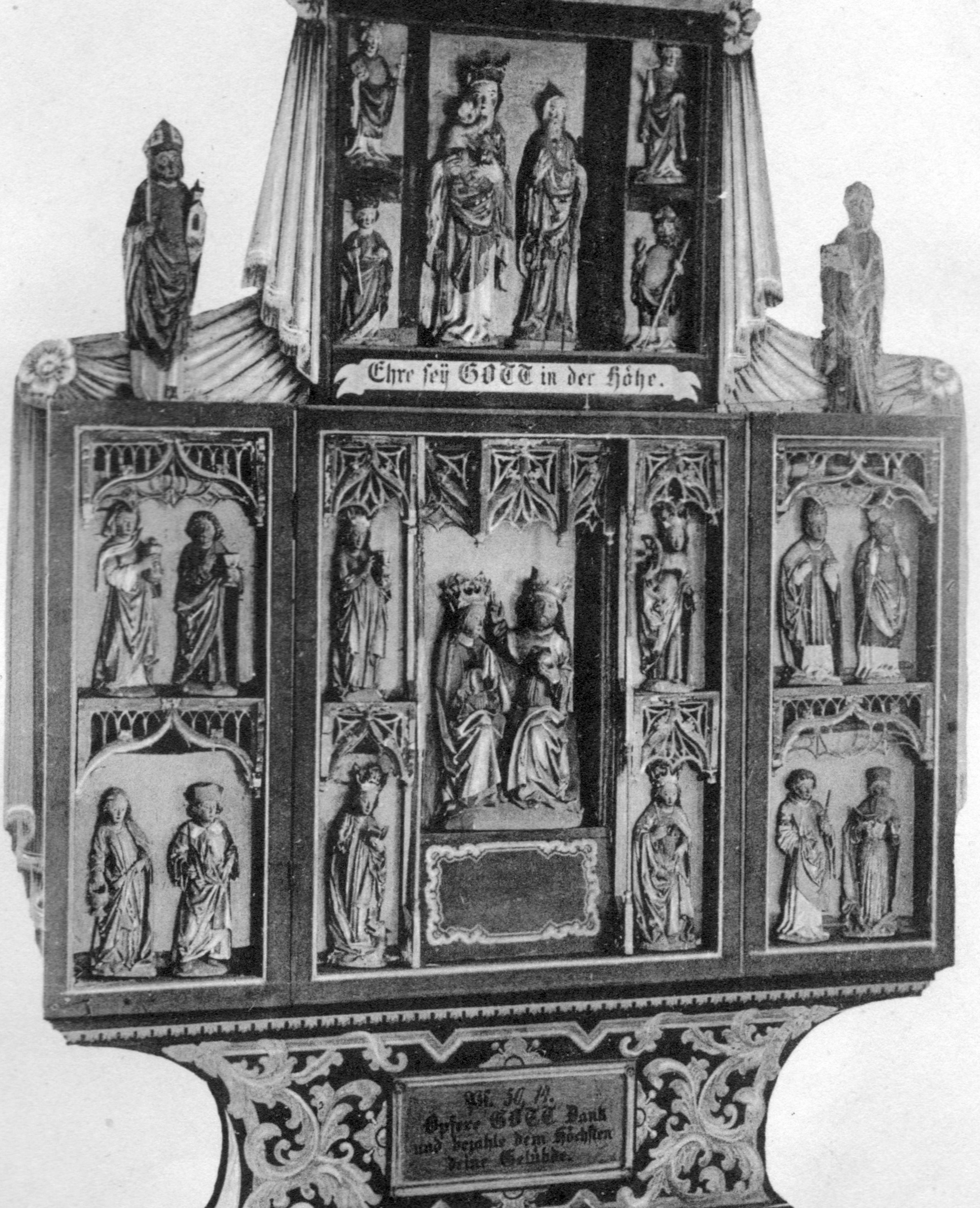
Würdenhainer Altar um 1906

Der Orgelprospekt stammt aus dem Jahre 1780. Eine Orgel gibt es in der Kirche wohl aber schon seit 1771. Es ist bekannt, dass 1885 an der Orgel Umbauarbeiten vorgenommen wurden. Der Liebenwerdaer Pfarrer Heinrich Nebelsieck beschrieb sie in seinem 1906 erschienenen Buch Beschreibende Darstellung der älteren Bau- und Kunst-Denkmäler der Provinz Sachsen, Landkreis Liebenwerda noch lapidar „als sehr dürftig mit Urnenaufsatz“. Das heute vorhandene Instrument stammt aus dem Jahre 1927. Die Orgel wurde vom Liebenwerdaer Orgelbauer Voigt errichtet (op. 69). Sie besitzt eine pneumatische Kegellade, ein Manual und neun Register. Die Orgel wurde im Jahr 2016 dank Pfeifenpatenschaften und einer Spende von der damaligen Volksbank Elsterland eG generalüberholt und wird seitdem wieder vom ehrenamtlichen Organisten Philipp Zeiler bespielt.
Der mittelalterliche Taufstein der Kirche ist ein großes flaches Becken mit kurzem Schaft und breitem Fuß aus Sandstein. Der Kanzelkorb stammt aus dem 16. Jahrhundert.
Des Weiteren existiert ein zweigeteilter spätgotischer Flügelaltar aus dem 15. Jahrhundert mit 45 Zentimeter hohen Figuren und der Krönung Marias im Mittelpunkt. Die Teilstücke gehörten in früherer Zeit vermutlich zu zwei unterschiedlichen Altären. Während der untere Teil aus der Zeit um 1470 stammt, liegt der Entstehungszeitpunkt des oberen Teils bei 1430.  Nebelsieck beschrieb den Würdenhainer Altar 1906 so:
Großer Flügelaltar mit Figuren, in der Mitte die Krönung Mariä zwischen Barbara und Katharina links, Katharina und einer Heiligen mit Nadel rechts (Ursula?); in den Flügeln links oben Magdalena und Johannes Evangelist, unten Dorothea und Martin, rechts oben Urban und ein unkenntlicher Bischof, unten Laurentius und Antonius. Im Aufsatz ein Bischof mit Kirche, ein solcher mit Buch und Kreuz, Helena, Maria mit Kind, Jakobus der Ältere, ein Bischof und eine Heilige, Bonifazius.
In nachfolgend veröffentlichten Beschreibungen des Altars wird noch einmal bestätigt, dass es sich bei der Figur rechts unten um Ursula handelt. Korrigiert wird Nebelsiecks Beschreibung insofern, dass die Figur links unten Margarete darstellt und statt Bonifatius der Heilige Petrus zu sehen ist.

## Glocken
Die Kirche verfügt über zwei Glocken. Die mit einer Inschrift versehene größere Glocke (ø 78 cm) mit dem Namen Katharina ist eine aus dem Jahre 1516 stammende Stiftung des Hans II. Birke von der Duba († 1519) und seiner Frau Agnes von Schleinitz (* 14**, † 1527), zu deren Leibgedinge Würdenhain zu jener Zeit gehörte. Sie trägt mit den beiden gekreuzten Eichenästen und den drei Rosen die Wappen beider Adelsgeschlechter.
Die kleinere aus dem Jahre 1573 stammende Glocke (ø 53 cm) wurde in Freiberg gegossen. Diese trägt die Initialen von Wolfgang Hilliger, einem der bedeutendsten Glockengießer der evangelisch-lutherischen Kirche in Sachsen. Die Glocke musste während des Zweiten Weltkrieges 1944 zu Kriegszwecken abgegeben und sollte eingeschmolzen werden. Es kam allerdings nicht mehr dazu. 1950 kehrte sie unversehrt wieder nach Würdenhain zurück.
Eine ursprünglich vorhandene dritte Glocke (ø 65 cm) aus dem Jahre 1885 wurde bereits während des Ersten Weltkrieges 1917 zu Kriegszwecken eingeschmolzen. Außerdem gab es wohl auch noch zwei weitere schon 1575 erwähnte 1,5 und 0,5 Zentner schwere Glocken, welche 1762 zersprungen in der Sakristei standen und schließlich 1820 nach Domsdorf verkauft wurden.

## Friedhof und Grabmäler

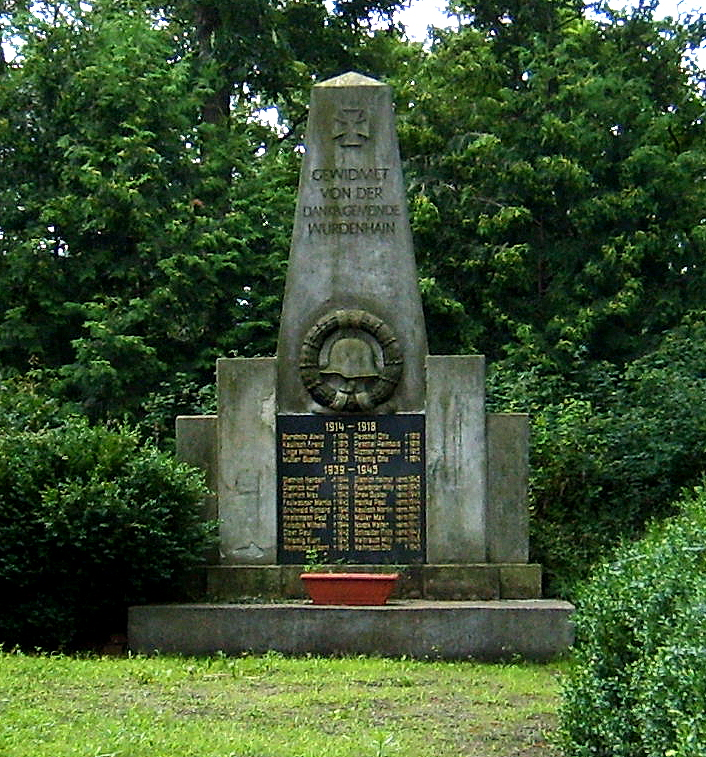
Kriegerdenkmal

Umschlossen ist die Kirche vom alten seit 1874 nicht mehr genutzten Würdenhainer Friedhof. Seither befindet sich dieser im Westen des Dorfes nahe dem Ortsausgang in Richtung Prieschka. In früherer Zeit wurden hier auch die Verstorbenen der zur Parochie gehörenden Nachbardörfer beigesetzt. Von der einstigen Friedhofsmauer und den historischen Grabstellen im Außenbereich sind in der Gegenwart nur noch beschädigte Reste erhalten.
Des Weiteren befinden sich in der Kirche selbst noch einige Grabstätten; bekanntermaßen die der Witwe Anna Maria von Weißbach († 1696), des kursächsischen Oberforst- und Wildmeisters Friedrich Siebert  († 1691) und des Prieschkaer Gutsherrn Andreas Gottfried von Kirchbach († 1724). Unter dem Mittelgang sind der Würdenhainer Pfarrer Karl Gottlob Haucke († 1776) und seine zweite Frau Johanne Eleonore († 1768) begraben. Für die beiden gibt es ein gemeinsames hölzernes Epitaph an der Kirchenwand.  Ein weiteres Grab befand sich unter dem 1935 abgerissenen Betstübchen an der Nordseite der Kirche. Hier wurde in einem Grabgewölbe 1770 die Ehefrau des Prieschkaer Gutsherrn Friederike Eleonore Luise Vitzthum von Eckstädt beigesetzt.
Der Saathainer Pfarrer Wolfgang Bastian beschrieb 1935 außerdem das aus dem 18. Jahrhundert stammende in Stein gehauene und mit Putten verzierte Grabmal des Würdenhainer Pfarrers M. Johann Pöschel, welches sich an der südlichen Schrägseite des Kirchenchores befand. Zu jener Zeit schon deutlich von Witterungseinflüssen gezeichnet, ist es in der Gegenwart nicht mehr erhalten.
Im westlichen Bereich des einstigen Friedhofs befindet sich ein Kriegerdenkmal in Form einer Stele zu Ehren der in den beiden Weltkriegen gefallenen Dorfbewohner.

## Parochie Würdenhain

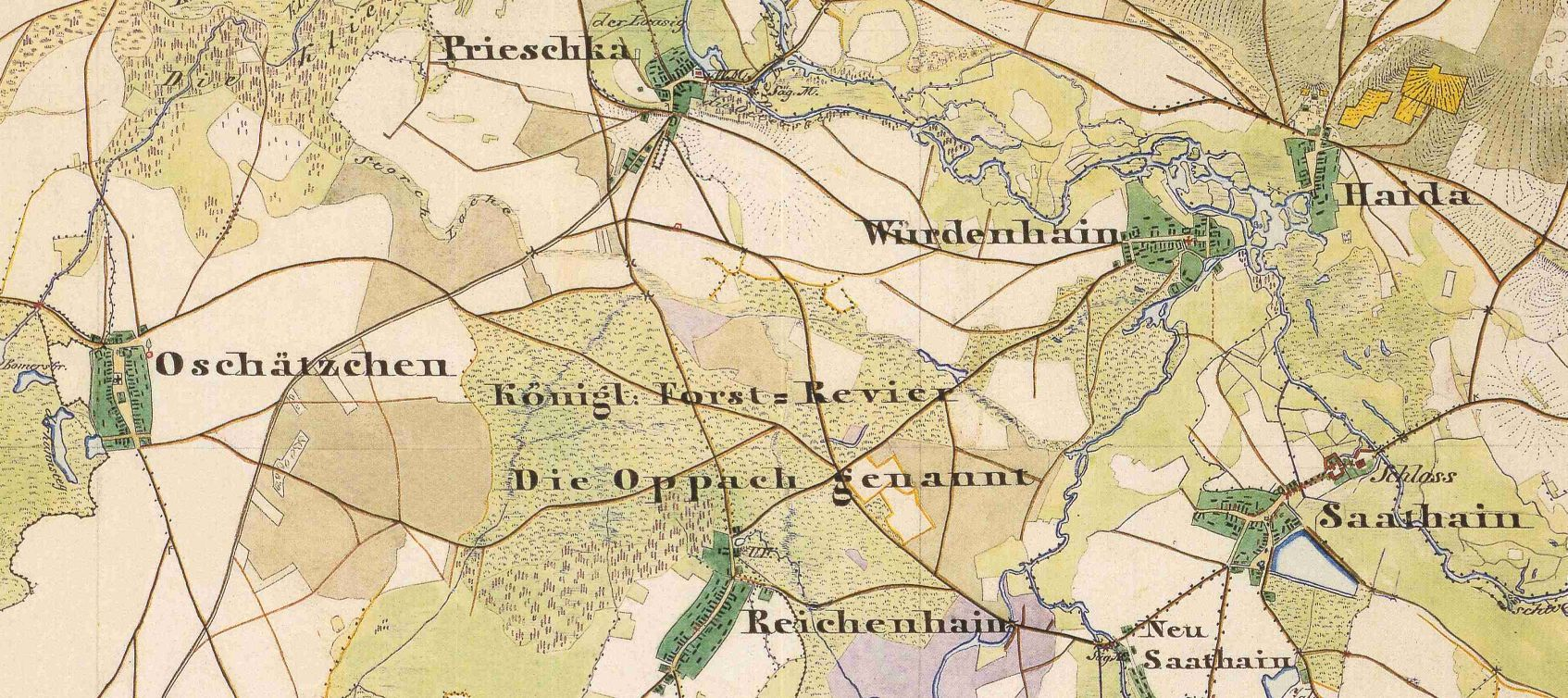
Parochie Würdenhain

Die im Jahre 1908 abgerissene Fachwerkkirche in Oschätzchen

Der historischen Parochie Würdenhain gehörten neben Würdenhain selbst ursprünglich die Orte Haida, Prieschka, Reichenhain, Oschätzchen, Kröbeln und Kosilenzien an. Seit der Reformation war sie Teil der 1548 errichteten Superintendentur in Hayn (Großenhain). Infolge der Befreiungskriege fiel der nördliche Teil dieser Superintendentur 1815 allerdings an Preußen, so dass in Elsterwerda eine Neue gebildet wurde, zu welcher auch Würdenhain seither zählt.
Während der Reformation im Jahre 1541 nahm die Parochie den evangelischen Glauben an. Der auf dem Prieschkaer Mühlengut geborene katholische Pfarrer Thomas Bantzer weigerte sich allerdings, den lutherischen Glauben anzunehmen, errichtete auf dem Würdenhainer Pfarrgut ein Häuschen und entsagte seinem Amte. Zu Himmelfahrt desselben Jahres wurde dann der erste lutherische Pfarrer in Würdenhain ordiniert. Der neu eingeführte Pfarrer Köhler begründete damit eine Dynastie, denn ihm selbst folgten sein Sohn, sein Enkel und schließlich sein Urenkel als Würdenhainer Pfarrer.
In Oschätzchen errichtete man 1686 eine Filialkirche. Der Fachwerkbau, der von der Ansicht her der ursprünglichen Mutterkirche in Würdenhain ähnelte und gleichfalls der Heiligen Katharina geweiht war, wurde 1908 abgebrochen und im selben Jahr durch einen Neubau ersetzt. Kröbeln und Kosilenzien, wo sich ebenfalls Kirchen befinden, wurden nach der Reformation als eigenständige Parochie ausgegliedert.
August Schumann schrieb im 1826 erschienenen 13. Band seines Vollständigen Staats-, Post- und Zeitungs-Lexikon von Sachsen, dass die gesamte Parochie Würdenhain zu diesem Zeitpunkt etwa 700 Seelen umfasste.
Ende der 1990er Jahre wurde die Kirchgemeinde Würdenhain mit Prösen zusammengelegt.

## Varia
Das alte Würdenhainer Kirchenbuch mit den eingetragenen Taufen, Trauungen und Beerdigungen der Jahre 1655 bis 1812 befand sich gegen Ende des Zweiten Weltkrieges im Saathainer Schloss, welches im April 1945 einer Brandstiftung zum Opfer fiel. Gemeinsam mit dem Kirchenbuch von Stolzenhain, dem umfangreichen Schloss-Archiv und weiteren dort eingelagerten Kunstschätzen ging es mit der Zerstörung des Schlosses verloren.